# Moles del Taix
Les Moles del Taix és una serra situada al municipi de Vandellòs i l'Hospitalet de l'Infant, a la comarca del Baix Camp, amb una elevació màxima de 714 metres.

## Particularitats
Les Moles del Taix enllacen amb la serra de la Mar al SO i los Dedalts al NE.
El GR 92 passa molt a prop de les Moles del Taix.